# Stazione di Sant’Angelo-Cinigiano
Stazione di Sant'Angelo-Cinigiano vasútállomás Olaszországban, Montalcino településen.

## Vasútvonalak
Az állomást az alábbi vasútvonalak érintik:
- Asciano–Monte Antico-vasútvonal

## Kapcsolódó állomások
A vasútállomáshoz az alábbi állomások vannak a legközelebb:
- Stazione di Monte Antico
- Stazione di Monte Amiata